# 농도

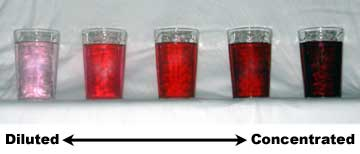
붉은색 염료의 농도를 달리한 물잔들. 왼쪽으로 갈수록 농도가 묽고, 오른쪽으로 갈수록 농도가 진하다.

농도(濃度, concentration)는 액체나 혼합기체와 같은 용액을 구성하는 성분의 양(量)의 정도를 말한다. 또한 용액이 얼마나 진하고 묽은지를 수치적으로 나타내는 방법이기도 하다.
여러 종류의 수학적 설명으로 구분할 수 있는데, 질량 농도, 몰 농도, 개수 농도, 부피 농도가 있다. 농도는 모든 종류의 화학적 혼합물을 나타낼 수 있지만, 가장 흔하게는 용액에서 용질과 용매를 의미한다. 몰(양) 농도는 노르말 농도와 삼투 농도와 같은 변형을 가진다. 희석은 농도를 줄이는 것으로, 예를 들어 용액에 용매를 추가하는 것이다.

## 계산법
일정 질량이나 부피 등에 대해 해당 성분이 얼마나 많이 포함되어 있는지를 나타내 주는 값으로, 여러 가지 계산법이 있으나 다음과 같은 것이 가장 많이 쓰인다.
- 질량백분율(mass percent) : 주로 퍼센트농도라고 표현한다. 용액 100 g 속에 녹아 있는 용질의 그램(g)수로서 단위는 %로 나타낸다. 물 95 g에 소금 5 g을 녹인 용액은, 용액 100 g에 소금 5 g이 녹아 있으므로 5 %의 소금수용액이 된다.
- 몰농도(molarity) : 용액 단위부피 속에 녹아 있는 용질의 물질량을 말하며, 단위는 주로 M(=mol/L)를 사용한다. 몰(mol)은 원자나 분자 약 {\displaystyle 6.022\times 10^{23}}개를 한 묶음으로 보는, 하나의 단위이다. 설탕분자 약 {\displaystyle 3.011\times 10^{23}}개를 물에 녹여 1 L의 용액을 만들었다면, 0.5 mol의 설탕이 1 L의 용액에 녹아 있는 것이므로 0.5 M의 설탕수용액이 된다. 몰농도는 화학실험에서 가장 흔하게 쓰이는 농도 계산법이다.
- 몰랄농도(molality) : 용매 단위질량 속에 녹아 있는 용질의 물질량을 말하며, 단위는 주로 mol/kg을 사용한다. 주로 라울의 법칙이나 삼투압 측정 등에 이용된다. 용액의 질량이 아닌 용매만의 질량을 고려하는 농도 계산법이며, 부피가 아닌 질량을 이용해 계산하는 값이기 때문에 온도나 압력에 의한 영향을 받지 않는다는 장점이 있다. 물 2 kg에 염화수소 0.01 mol을 넣었다면 0.005 mol/kg의 염산이 만들어진다.
- 노르말농도(normality) : 용액 1 L 속에 녹아 있는 용질의 그램(g)당량수로 나타내며, N으로 표시한다.
- 부피백분율(volume percent) : 용액 100 mL 속에 녹아 있는 용질의 mL 수로 용질의 부피백분율을 나타낸다. 단, 알코올이나 물처럼 혼합에 의해서 부피에 변화가 생기는 경우에는 혼합하기 전의 부피를 기준으로 한다.
- 몰분율(―分率) : 용질의 몰수를 용액 전체로 나눈 것이다.

이 외에 혼합기체에서는 부분압력으로 농도를 나타내는 등, 여러 종류의 농도 계산법이 있다.

## 어원
농도의 영단어 concentration에서, concentratio는 단일 지점에 함께 모이는 행동 또는 행위, 공통의 중심으로 가져오는 것을 의미하며, 근대 라틴어에서 1550년 또는 그 이전에 사용되었으며, 이와 유사한 용어는 이탈리아어(1589), 스페인어(1589), 영어(1606), 프랑스어(1632)에서도 증명되었다.

## 정성적 설명

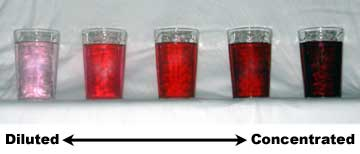
붉은 염료가 담긴 이 유리잔은 농도의 정성적 변화를 보여준다. 왼쪽의 용액은 오른쪽의 더 농축된 용액에 비해 더 묽다.

종종 비공식적이고 비기술적인 언어에서 농도는 "묽은" (상대적으로 낮은 농도의 용액의 경우) 또는 "농축된" (상대적으로 높은 농도의 용액의 경우)과 같은 정성적 방식으로 형용사를 사용하여 설명된다. 용액을 농축하려면 용질(예: 알코올)을 더 추가하거나 용매(예: 물)의 양을 줄여야 한다. 반대로 용액을 희석하려면 용매를 더 추가하거나 용질의 양을 줄여야 한다. 두 물질이 혼화 가능하지 않는 한, 더 이상 용질이 용액에 녹지 않는 농도가 존재한다. 이 시점에서 용액은 포화되었다고 한다. 포화 용액에 추가 용질을 첨가하면, 특정 상황에서 과포화가 발생할 수 있는 경우를 제외하고는 녹지 않는다. 대신 상 분리가 발생하여 완전히 분리되거나 현탁액으로 혼합된 공존하는 상이 생긴다. 포화점은 주변 온도 및 용매와 용질의 정확한 화학적 특성과 같은 많은 변수에 따라 달라진다.
농도는 종종 "수준"으로 불리는데, 이는 차트의 세로축 높거나 낮은 수준에 대한 정신적 도식을 반영한다 (예를 들어, "높은 빌리루빈 혈청 수준"은 혈청 내 빌리루빈의 농도가 정상보다 높은 경우를 의미한다).

## 정량적 표기법
농도를 설명하는 네 가지 양이 있다.

### 질량 농도
질량 농도 {\displaystyle \rho _{i}}는 구성 성분의 질량 {\displaystyle m_{i}}를 혼합물의 부피 {\displaystyle V}로 나눈 것으로 정의된다.
{\displaystyle \rho _{i}={\frac {m_{i}}{V}}.}
SI 단위는 kg/m3이다 (g/L와 동일).

### 몰 농도
몰 농도 {\displaystyle c_{i}}는 구성 성분의 물질량 {\displaystyle n_{i}} (몰 단위)를 혼합물의 부피 {\displaystyle V}로 나눈 것으로 정의된다.
{\displaystyle c_{i}={\frac {n_{i}}{V}}.}
SI 단위는 mol/m3이다. 그러나 더 일반적으로 mol/L (= mol/dm3) 단위가 사용된다.

### 개수 농도
개수 농도 {\displaystyle C_{i}}는 혼합물 내 구성 성분 입자의 수 {\displaystyle N_{i}}를 혼합물의 부피 {\displaystyle V}로 나눈 것으로 정의된다.
{\displaystyle C_{i}={\frac {N_{i}}{V}}.}
SI 단위는 1/m3이다.

### 부피 농도
부피 농도 {\displaystyle \sigma _{i}} (이것은 부피분율과 혼동해서는 안 된다)는 구성 성분의 부피 {\displaystyle V_{i}}를 혼합물의 부피 {\displaystyle V}로 나눈 것으로 정의된다.
{\displaystyle \sigma _{i}={\frac {V_{i}}{V}}.}
무차원량이므로 0.18 또는 18%와 같은 숫자로 표현된다.
영문 문헌에는 표준 표기법이 없는 것으로 보인다. 여기서 사용된 문자 {\displaystyle \sigma _{i}}는 독일 문헌에서 규범적이다 (참조: Volumenkonzentration).

## 관련 양
혼합물의 조성을 설명하는 데 사용할 수 있는 다른 여러 양이 있다. 이들은 농도라고 불려서는 안 된다.

### 노르말 농도
노르말 농도는 몰 농도 {\displaystyle c_{i}}를 등가 인자 {\displaystyle f_{\mathrm {eq} }}로 나눈 것으로 정의된다. 등가 인자의 정의는 문맥(어떤 반응이 연구되는지)에 따라 다르기 때문에, 국제 순수·응용 화학 연합과 미국 국립표준기술원은 노르말 농도의 사용을 권장하지 않는다.

### 몰랄 농도
용액의 몰랄 농도 {\displaystyle b_{i}}는 구성 성분의 양 {\displaystyle n_{i}} (몰 단위)를 용매의 질량 {\displaystyle m_{\mathrm {solvent} }} (용액의 질량이 아님)으로 나눈 것으로 정의된다.
{\displaystyle b_{i}={\frac {n_{i}}{m_{\mathrm {solvent} }}}.}
몰랄 농도의 SI 단위는 mol/kg이다.

### 몰분율
몰분율 {\displaystyle x_{i}}는 구성 성분의 양 {\displaystyle n_{i}} (몰 단위)를 혼합물 내 모든 구성 성분의 총량 {\displaystyle n_{\mathrm {tot} }}으로 나눈 것으로 정의된다.
{\displaystyle x_{i}={\frac {n_{i}}{n_{\mathrm {tot} }}}.}
SI 단위는 mol/mol이다. 그러나 작은 몰분율을 설명하는 데에는 폐지된 Parts-per 표기가 종종 사용된다.

### 몰비
몰비 {\displaystyle r_{i}}는 구성 성분의 양 {\displaystyle n_{i}}를 혼합물 내 다른 모든 구성 성분의 총량으로 나눈 것으로 정의된다.
{\displaystyle r_{i}={\frac {n_{i}}{n_{\mathrm {tot} }-n_{i}}}.}
{\displaystyle n_{i}}가 {\displaystyle n_{\mathrm {tot} }}보다 훨씬 작으면 몰비는 몰분율과 거의 동일하다.
SI 단위는 mol/mol이다. 그러나 작은 몰비를 설명하는 데에는 폐지된 parts-per 표기법이 종종 사용된다.

### 질량백분율
질량백분율 {\displaystyle w_{i}}는 질량 {\displaystyle m_{i}}를 가진 한 물질이 전체 혼합물의 질량 {\displaystyle m_{\mathrm {tot} }}에 대해 차지하는 비율로, 다음과 같이 정의된다.
{\displaystyle w_{i}={\frac {m_{i}}{m_{\mathrm {tot} }}}.}
SI 단위는 kg/kg이다. 그러나 작은 질량분율을 설명하는 데에는 폐지된 parts-per 표기법이 종종 사용된다.

### 질량비
질량비 {\displaystyle \zeta _{i}}는 구성 성분의 질량 {\displaystyle m_{i}}를 혼합물 내 다른 모든 구성 성분의 총 질량으로 나눈 것으로 정의된다.
{\displaystyle \zeta _{i}={\frac {m_{i}}{m_{\mathrm {tot} }-m_{i}}}.}
{\displaystyle m_{i}}가 {\displaystyle m_{\mathrm {tot} }}보다 훨씬 작으면 질량비는 질량분율과 거의 동일하다.
SI 단위는 kg/kg이다. 그러나 작은 질량비를 설명하는 데에는 폐지된 parts-per 표기법이 종종 사용된다.

## 부피 및 온도 의존성
농도는 주로 열팽창으로 인해 온도가 변함에 따라 용액 부피의 변화에 달라진다.

## 농도 및 관련 양의 표
| 농도 유형   | 기호                                                       | 정의                                             | SI 단위 | 기타 단위        |
| ----------- | ---------------------------------------------------------- | ------------------------------------------------ | ------- | ---------------- |
| 질량 농도   | {\displaystyle \rho _{i}} 또는 {\displaystyle \gamma _{i}} | {\displaystyle m_{i}/V}                          | kg/m3   | g/100mL (= g/dL) |
| 몰 농도     | {\displaystyle c_{i}}                                      | {\displaystyle n_{i}/V}                          | mol/m3  | M (= mol/L)      |
| 개수 농도   | {\displaystyle C_{i}}                                      | {\displaystyle N_{i}/V}                          | 1/m3    | 1/cm3            |
| 부피 농도   | {\displaystyle \sigma _{i}}                                | {\displaystyle V_{i}/V}                          | m3/m3   |                  |
| 관련 양     | 기호                                                       | 정의                                             | SI 단위 | 기타 단위        |
| 노르말 농도 |                                                            | {\displaystyle c_{i}/f_{\mathrm {eq} }}          | mol/m3  | M (= mol/L)      |
| 몰랄 농도   | {\displaystyle b_{i}}                                      | {\displaystyle n_{i}/m_{\mathrm {solvent} }}     | mol/kg  | m                |
| 몰분율      | {\displaystyle x_{i}}                                      | {\displaystyle n_{i}/n_{\mathrm {tot} }}         | mol/mol | ppm, ppb, ppt    |
| 몰비        | {\displaystyle r_{i}}                                      | {\displaystyle n_{i}/(n_{\mathrm {tot} }-n_{i})} | mol/mol | ppm, ppb, ppt    |
| 질량백분율  | {\displaystyle w_{i}}                                      | {\displaystyle m_{i}/m_{\mathrm {tot} }}         | kg/kg   | ppm, ppb, ppt    |
| 질량비      | {\displaystyle \zeta _{i}}                                 | {\displaystyle m_{i}/(m_{\mathrm {tot} }-m_{i})} | kg/kg   | ppm, ppb, ppt    |
| 부피분율    | {\displaystyle \phi _{i}}                                  | {\displaystyle V_{i}/\sum _{j}V_{j}}             | m3/m3   | ppm, ppb, ppt    |

## 같이 보기
- 표준상태